# Andreas Engert
Andreas Engert (* 23. April 1972 in Heidelberg) ist ein deutscher Rechtswissenschaftler und Hochschullehrer an der Freien Universität Berlin.

## Leben
Nach dem Abitur an der Elisabeth-von-Thadden-Schule in Heidelberg 1991 und dem anschließenden Zivildienst nahm Engert zum Sommersemester 1993 an der Universität Tübingen das Studium der Rechtswissenschaften auf. Dieses schloss er 1997 mit dem Ersten Juristischen Staatsexamen ab. Sein anschließendes Referendariat am Landgericht Tübingen schloss er 1999 mit dem Zweiten Staatsexamen ab. Im Mai 2000 erwarb Engert an der University of Chicago Law School den Titel Master of Laws.
Nach seiner Rückkehr nach Deutschland arbeitete er zunächst als wissenschaftlicher Referent bei Andreas Heldrich an der Universität München. Unter seiner Betreuung promovierte Engert 2003 zum Dr. iur. Im selben Jahr nahm er eine Tätigkeit als wissenschaftlicher Assistent von Horst Eidenmüller an dessen Münchener Lehrstuhl auf. Dort schloss Engert mit der bislang unveröffentlichten Schrift Kapitalmarkteffizienz und Investmentrecht – Ökonomische und rechtliche Struktur des Publikums-Investmentfonds nach einem Forschungsaufenthalt an der Harvard Law School 2008 sein Habilitationsverfahren ab, woraufhin ihm die Universität München die Venia legendi für die Fächer Bürgerliches Recht, Deutsches und Europäisches Handels- und Gesellschaftsrecht, Unternehmenssteuerrecht, Internationales Privatrecht, Rechtsvergleichung und Rechtstheorie verlieh.
Nachdem Engert im Sommersemester 2009 den Lehrstuhl seines Habilitationsvaters und im darauffolgenden Wintersemester einen Lehrstuhl an der Universität Bonn vertreten hatte, war er im März 2010 als Gastprofessor an der University of Florida tätig. Zum Sommersemester 2010 nahm er einen Ruf der Universität zu Köln auf den Lehrstuhl für Bürgerliches Recht, Unternehmenssteuerrecht und Rechtsökonomik an. Bereits im September 2010 wechselte er jedoch auf den Lehrstuhl für Bürgerliches Recht, Deutsches und Europäisches Wirtschaftsrecht und Unternehmenssteuerrecht an der Universität Mannheim, den er bis Ende 2018 innehatte. Im Frühjahr 2019 folgte er einem Ruf an die Freie Universität Berlin.

## Werke (Auswahl)
Engerts Forschungsschwerpunkte liegen vor allem im deutschen und europäischen Wirtschaftsrecht und Kapitalgesellschaftsrecht.
- Die Haftung für die drittschädigende Kreditgewährung. C.H. Beck, München 2005, ISBN 978-3-406-51770-9 (Dissertation).
- mit Gregor Bachmann, Horst Eidenmüller et al.: Rechtsregeln für die geschlossene Kapitalgesellschaft. de Gruyter, Berlin 2012, ISBN 978-3-11-026926-0.